# Język marithiel
Język marithiel, także: berringen, maridhiel, maridhiyel, marithiyel, marrithiyel – prawie wymarły język Aborygenów z Terytorium Północnego, należący do języków bringeńskich.
W 2006 roku szacowano, że ok. 15 osób posługiwało się tym językiem, podczas gdy w 1983 jeszcze 25 osób mówiło biegle, a 50 używało go jako drugiego języka.
W atlasie zagrożonych języków świata UNESCO język został sklasyfikowany jako krytycznie zagrożony.